# Gosia Dobrowolska
Gosia Dobrowolska, Kamienna Góra 2 juni 1958 is een Pools-Australisch actrice. Zij is voornamelijk bekend geworden door haar rol van Nina in de film Silver City.

## Biografie
Dobrowolska studeerde in 1980 af aan de theaterschool (tevens theater) van Wrocław waar zij in dat jaar een rol speelde in A Midsummer Night's Dream van William Shakespeare. In 1981 emigreerde Dobrowolska via Oostenrijk naar Australië waar zij in 1982 debuteerde in het theater van Sydney in Bakchai (Euripides), een oud Grieks toneelstuk. Naar aanleiding daarvan kreeg zij een rol aangeboden in de film Silver City (1984) Ze speelde daarin de rol van een Poolse immigrant die aankomt in Australië na de Tweede Wereldoorlog.
Dobrowolska is tevens docent aan de filmacademie van Sydney.

## Filmografie
- Dreszcze (1981)
- Silver City (1984)
- City West (1984)
- The Surfer (1986)
- Around the World in Eighty Ways (1987)
- I've Come About the Suicide (1987)
- Mission: Impossible (tv-serie, 1989)
- Fields of Fire III (1989)
- The Great Air Race (1990)
- Golden Braid (1990)
- Phobia (1990)
- A Woman's Tale (1991)
- Careful (1992)
- The Nun and the Bandit (1992)
- Resistance (1992)
- Big Ideas (1992)
- The Custodian (1993)
- Touch Me (1993)
- Seven Deadly Sins (1993)
- Snowy River: The McGregor Saga (tv-serie, 1993-1996)
- Exile (1994)
- Kevin Rampenbacker and the Electric Kettle (1994)
- Lust and Revenge (1996)
- Tales of Erotica (1996)
- The Hidden Dimension (1997)
- Murder Call (tv-serie 1997-1999)
- All Saints (1998)
- Never Tell Me Never (1998)
- Tydzień z życia mężczyzny (1999)
- Doskonałe popołudnie (2005)

- Bibliothèque nationale de France: cb14172331x (data)
- Gemeinsame Normdatei: 1061862127
- International Standard Name Identifier: 0000 0000 4614 9688
- Library of Congress Control Number: no2001066862
- Nationale Bibliotheek van Tsjechië: xx0153650
- Virtual International Authority File: 31649086
- WorldCat: E39PBJg4mgPcYpjr3krYQ38jYP